# Pfunds
Pfunds (in romancio Fuond) è un comune austriaco di 2 577 abitanti nel distretto di Landeck, in Tirolo.